# Marie-Louise d'Étrurie
Pour les articles homonymes, voir Marie-Louise d'Espagne, Marie-Louise de Bourbon et Marie-Louise.
Marie-Louise de Bourbon, née le 6 juillet 1782 à Ségovie et morte le 13 mars 1824 à Rome est une infante d'Espagne, fille du roi Charles IV et de Marie-Louise de Bourbon-Parme. En 1795, elle épouse son cousin germain Louis de Bourbon, prince héréditaire de Parme. Le couple passe ses premières années à la cour d'Espagne, où naît leur premier enfant, Charles-Louis.
En 1801, le traité d'Aranjuez proclame son époux roi d'Étrurie, un royaume créé à partir du grand-duché de Toscane en échange de sa renonciation au duché de Parme. Ils arrivent à Florence, la capitale du nouveau royaume, en août 1801. Au cours d'une brève visite en Espagne en 1802, Marie-Louise donne naissance à son deuxième enfant, Marie-Louise. Le règne de son mari en Étrurie est écourté par sa mauvaise santé. Il meurt en 1803, à l'âge de 30 ans, à la suite d'une crise d'épilepsie. Marie-Louise devient régente pour son fils. Pendant son gouvernement à Florence, elle essaie de gagner le soutien de ses sujets, mais le règne de son fils est interrompu par Napoléon qui force Marie-Louise à partir avec ses enfants en décembre 1807. Dans le cadre du traité de Fontainebleau, Napoléon annexe l'Étrurie.
Après un vain entretien avec Napoléon à Milan, Marie-Louise se réfugie avec sa famille en Espagne. La cour espagnole est profondément divisée et un mois après son arrivée, le pays est fragilisé par la mutinerie d'Aranjuez qui force le père de Marie-Louise à abdiquer en faveur de son frère Ferdinand VII. Ce dernier, sur décision de Napoléon, cède le trône à Joseph Bonaparte. Napoléon appelle en France les membres restants de la famille royale espagnole et, à leur départ, le 2 mai 1808, les citoyens de Madrid se soulèvent contre l'occupation française. En France, Marie-Louise est réunie avec ses parents. Elle est le seul membre de la famille royale espagnole à s'opposer directement à Napoléon. Après la découverte de son plan secret d'évasion, elle est séparée de son fils et placée avec sa fille en détention dans un couvent.
Elle retrouve sa liberté en 1814, à la chute de Napoléon. Dans les années suivantes, elle continue à vivre à Rome dans l'espoir de récupérer les anciens domaines de son fils, Parme et Plaisance. Pour faire valoir ses arguments, elle écrit ses mémoires mais est déboutée par le congrès de Vienne qui donne Parme à l'archiduchesse Marie-Louise. En guise de consolation, le congrès crée pour elle et ses enfants le duché de Lucques. Initialement réticente à accepter cet accord, Marie-Louise ne prend le gouvernement de Lucques qu'en décembre 1817. En tant que duchesse régnante de Lucques, elle ne respecte pas la constitution imposée par le congrès de Vienne et gouverne depuis son palais à Rome, où elle meurt en 1824, des suites d'un cancer.

## Infante d'Espagne

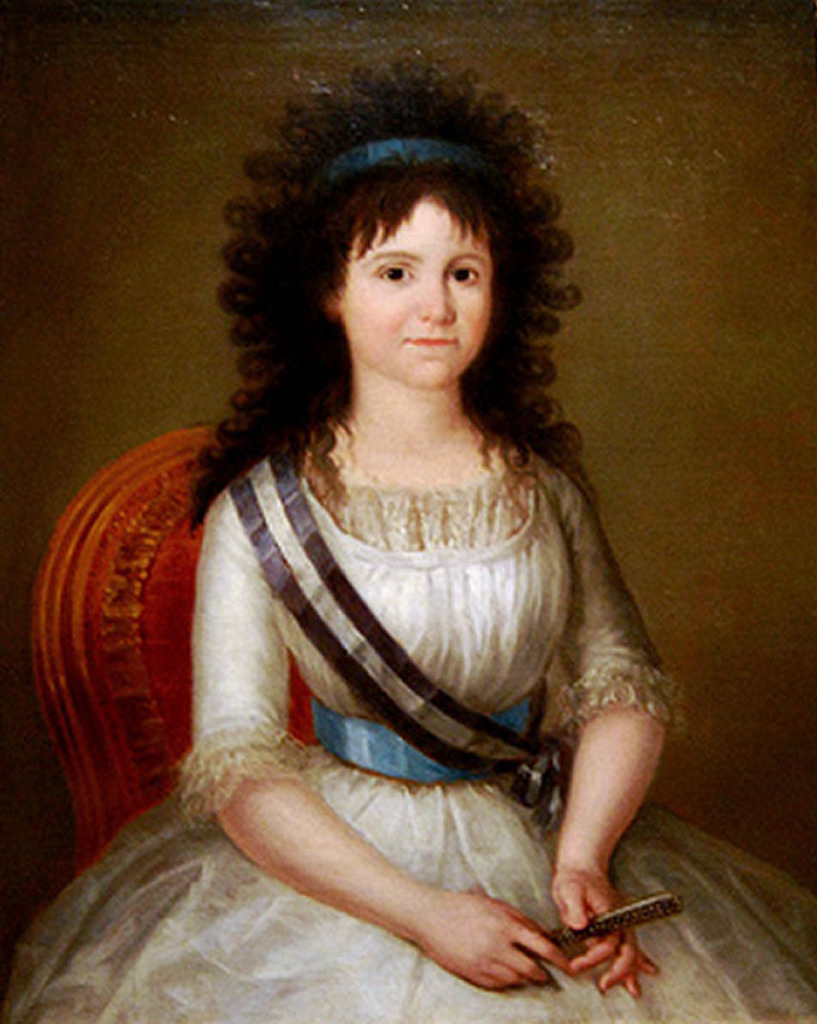
Portrait à Marie-Louise à l'âge de 13 ans (1795).

Née au palais royal de San Ildefonso, à Ségovie, en Espagne, Marie-Louise était la troisième fille survivante du roi Charles IV d'Espagne (1748-1819) et de la reine Marie-Louise de Parme (1751-1819), petite-fille de Louis XV.
À sa naissance, on lui a donné les noms de Maria Luisa Josefina Antonieta, en hommage à une sœur aînée, Maria Luisa Carlota, décédée quatre jours seulement avant la naissance de Marie-Louise, le 2 juillet, et à sa mère.
En 1795, le cousin germain de Marie-Louise, Louis de Bourbon, prince héréditaire de Parme, vint à la cour d'Espagne pour achever ses études. Il y avait un accord entre les deux familles royales : Louis épouserait une des filles de Charles IV. Il était prévu qu'il épouse l'infante Marie-Amélie, la fille aînée du roi. Elle avait quinze ans à l'époque et était de nature timide et mélancolique. Louis, qui était également timide et réservé, préférait la sœur cadette de Marie-Amélie, Marie-Louise, qui, bien que âgée de douze ans seulement, était plus gaie.
Les quatre filles de Charles IV étaient de petite taille, mais Marie-Louise était cultivée, vive et amusante. Elle avait les cheveux noirs et bouclés et les yeux bruns. Son visage était expressif et son caractère vif. Elle était également généreuse et dévote. Le prince de Parme, un grand et beau jeune homme, a impressionné les filles du roi et, lorsqu'il a finalement choisi la sœur cadette, la reine Marie-Louise a immédiatement accepté le changement d'épouse.

## Mariage

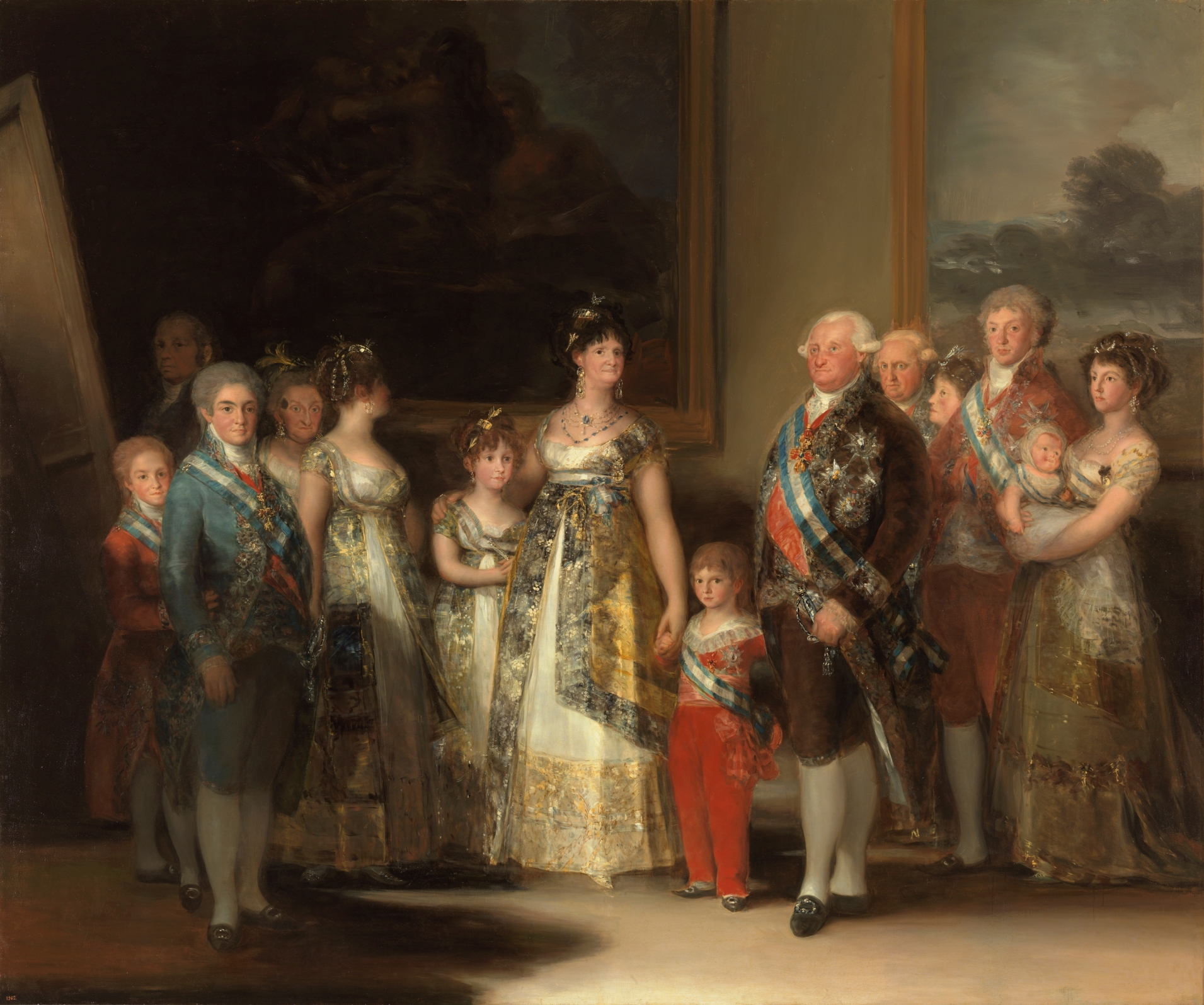
La famille royale peinte par Goya.

Louis de Bourbon-Parme fut fait infant d'Espagne et épousa Marie-Louise le 25 août 1795 au palais royal de San Ildefonso. Il s'agit d'un double mariage puisque la sœur aînée de Marie-Louise, Marie-Amélie, d'abord promise à Louis, épouse au même moment son oncle, l'infant Antoine. Le mariage s'est avéré être heureux, bien que la mauvaise santé de Louis l'ait brouillée. Ce dernier était fragile, souffrait de problèmes de poitrine et, depuis un accident d'enfance où il s'était frappé la tête contre une table en marbre, il a des crises d'épilepsie. Au fil des années, sa santé s'est détériorée et il est devenu de plus en plus dépendant de son épouse. Le jeune couple est resté en Espagne pendant les premières années de leur mariage. Au début de l'année 1796, le couple a traversé la Castille, l'Extremadura jusqu'au Portugal. Le couple a voulu ensuite se rendre à Parme, les terres dont Louis allaient hériter, mais Charles IV hésitait à permettre leur départ. Ils étaient encore en Espagne au printemps 1800 et restaient au palais d'Aranjuez lorsqu'ils ont été peints avec la famille royale dans La Famille de Charles IV par Goya.
De leur union naquit :
- Charles-Louis de Bourbon[13] (1799-1883) roi d'Étrurie (1803-1807), duc de Lucques (1824-1847) puis duc de Parme et Plaisance (1847-1849) épouse en 1820 la princesse Marie-Thérèse de Savoie ;

- Marie-Louise de Bourbon (1802-1857), princesse de Lucques, en 1825, elle épousa Maximilien de Saxe (mort en 1838). Veuve, elle épousa en 1838, le comte François Rossi (mort en 1854). De nouveau veuve, elle épousa en 1855 le comte Jean Vimercati (1788)

## Reine d'Étrurie

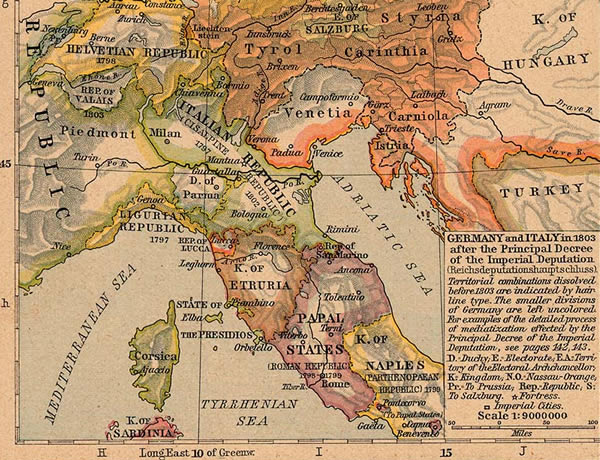
Le Royaume d'Étrurie en 1803.

La vie de Marie-Louise a été profondément marquée par les actes de Napoléon Bonaparte. Napoléon souhaitait que l'Espagne soit son allié face à l'Angleterre. À l'été 1800, il envoya son frère Lucien devant le tribunal espagnol avec la proposition qui aboutirait au traité d'Aranjuez. Napoléon, qui avait conquis l’Italie, proposa d’indemniser la Maison Bourbon pour la perte du duché de Parme en créant le nouveau royaume d'Étrurie pour Louis, héritier de Parme. Le nouveau royaume a été créé à partir du grand-duché de Toscane.
Pour faire place aux Bourbons, le grand-duc Ferdinand III est évincé et reçoit en compensation l'Électorat de Salzbourg. Marie-Louise, qui n'avait jamais vécu loin de sa propre famille et était totalement inexpérimentée dans les affaires politiques, s'est opposée à ce projet. L'une des conditions de Napoléon était que le jeune couple se rende à Paris afin de recevoir l'investiture de leur nouvelle souveraineté avant de s'embarquer pour l'Étrurie. Marie-Louise était réticente à se rendre en France, où sept ans auparavant ses proches, Louis XVI et Marie-Antoinette, avaient été exécutés. Cependant, pressée également par sa famille, elle a fait ce qui lui avait été dit.
Le 21 avril 1801, le couple et leur fils quittèrent Madrid, traversèrent la frontière à Bayonne et voyagèrent incognito en France sous le nom de comte et comtesse de Livourne. Napoléon les reçoit avec beaucoup d'attention lors de leur arrivée à Paris le 24 mai. Au début, le jeune couple n'a pas fait bonne impression. Dans ses mémoires, la duchesse d'Abrantès a décrit le personnage de Marie-Louise comme "un mélange de timidité et de hautaine qui a tout d’abord freiné sa conversation et ses mœurs".
De son côté, l'infante n'a pas apprécié sa visite à Paris. Malade la plupart du temps, elle souffrait de fièvre, devait souvent rester au lit et ne participait qu'à contrecœur aux distractions en son honneur. Elle était inquiète pour la santé de son mari, qui dépendait d'elle pour tout. Un jour, alors qu'il sortait de la voiture au château de Malmaison, où ils allaient dîner, il tomba soudainement à terre, souffrant d'épilepsie. La duchesse d'Abrantès a décrit la scène dans ses mémoires:
« La reine parut très affligée et tenta de dissimuler son mari ; ... il était pâle comme un mort et son visage déformé... »

Dans les souvenirs du valet de chambre de Napoléon, Marie-Louise laissa une impression plus favorable que celle de son mari: "La reine d’Étrurie était, de l’avis du Premier Consul, plus sagace et prudente que son mari .. [elle] s’est habillée le matin pendant toute la journée et a marché dans les jardins, la tête ornée de fleurs ou d’un diadème, et portant une robe dont la traîne balayait le sable de la promenade ; portant souvent aussi dans ses bras un de ses enfants..., de nuit, les toilettes de Sa Majesté étaient quelque peu désordonnées. Elle était loin d’être jolie, et ses manières ne convenaient pas à son rang. Mais, ce qui était tout à fait possible, elle était de bonne humeur, très aimée de ceux à son service et scrupuleuse dans l'accomplissement de ses devoirs d'épouse et de mère. En conséquence, le Premier Consul, qui a fait une grande prouesse de vertu domestique, lui a professé la plus haute estime." 

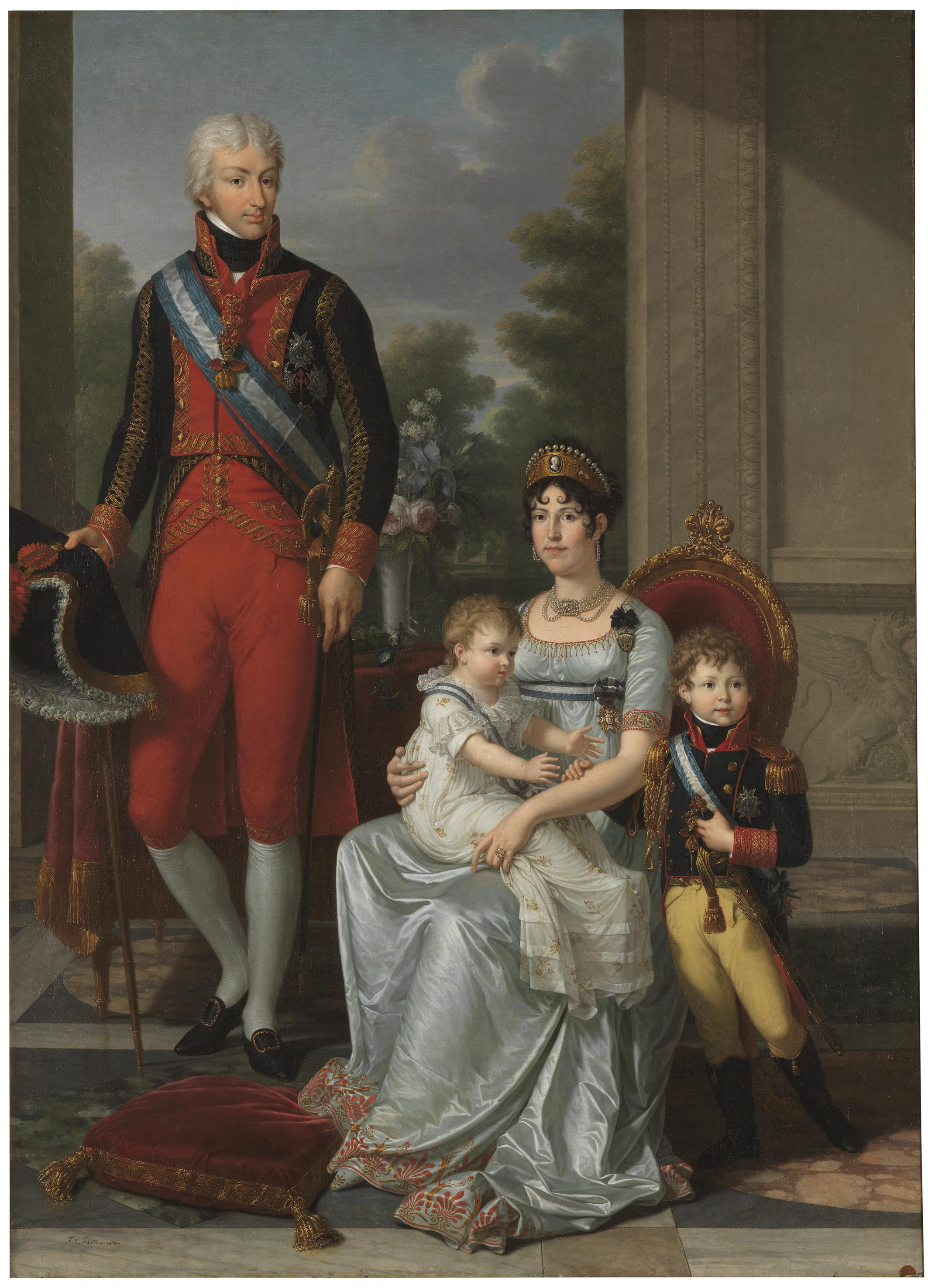
La famille royale d'Étrurie (1802).

Le 30 juin, après avoir passé trois semaines à Paris, Marie-Louise et son mari se sont dirigés vers le sud en direction du duché de Parme. À Plaisance, ils ont été accueillis par les parents de Louis, le duc Ferdinand Ier et la duchesse Marie-Amélie d'Autriche. Ensemble, ils sont allés à Parme et Marie-Louise a rencontré les deux sœurs non mariées de son mari. Ils ont trouvé que Louis parlait déjà italien avec un accent étranger alors que l'italien de Marie-Louise était souvent mélangé avec des mots espagnols. Après trois semaines à Parme, ils sont entrés en Étrurie. Le 12 août, ils sont arrivés à Florence. Le général français Joachim Murat avait été envoyé à Florence pour y préparer le palais Pitti.
Mais le roi et la reine d’Étrurie n’ont pas eu un bon départ dans leur nouvelle vie. Marie-Louise a fait une fausse couche alors que l'état de santé de son mari fragile se détériorait davantage, les crises d'épilepsie devenant de plus en plus fréquentes. Le palais Pitti, la résidence du roi et de la reine, était l'ancienne maison des ducs de Médicis. Le palais avait été pratiquement abandonné après la mort du dernier Médicis. Manquant d’argent, Marie-Louise et son mari ont été contraints de fournir le Palais Pitti, empruntant des meubles à la noblesse locale.
Marie-Louise et Louis étaient pleins de bonnes intentions mais ils ont été accueillis avec hostilité par la population et la noblesse, déçu par le départ du populaire grand-duc Ferdinand III, les ont vus comme de simples "pions" aux mains des Français. Les finances de l'Étrurie étaient dans un état déplorable. Le pays fut ruiné par la guerre, les mauvaises récoltes et le coût d’avoir à maintenir les troupes françaises, impopulaires, stationnées en dans le royaume, qui ne furent remplacées que beaucoup plus tard par des troupes espagnoles dépêchées par Charles IV. En 1802, Marie-Louise et son mari sont invités en Espagne pour assister au double mariage de son frère Ferdinand avec Marie-Antoinette de Naples et de sa plus jeune sœur, Marie-Isabelle, avec le prince héritier François de Naples. En raison des difficultés financières et économiques d’Étrurie, de problèmes de santé de Louis et de Marie-Louise en début de grossesse, partir à l’étranger n’était manifestement pas opportun, mais sous la pression de son père et désirant voir sa famille, ils ont commencé le voyage vers son pays natal.
En quittant l'Étrurie, Louis se sentit très mal avant de monter à bord du navire. L'attente de son rétablissement complet retarda leurs plans. Une fois en mer, ils ont eu une tempête pendant trois jours. Le deuxième jour à bord, le 2 octobre 1802, toujours en pleine mer avant d'arriver à Barcelone, Marie-Louise, en difficulté, donna naissance à sa fille Marie-Louise Charlotte (du nom de sa sœur aînée décédée). Au début, les médecins pensaient que mère et fille ne survivraient pas. Le couple a également découvert qu'ils étaient arrivés trop tard pour le mariage. Marie-Louise, toujours très malade, a attendu trois jours à bord du navire pour récupérer avant de se rendre à terre à Barcelone, où ses parents l'attendaient. Une semaine après leur arrivée, ils apprirent que le père de Louis, Ferdinand Ier, déchu du trône de Parme, était décédé. Malade et malheureux, Louis a voulu retourner le plus tôt possible dans son royaume, mais Charles IV et Marie-Louise ont insisté pour les emmener à la cour de Madrid. Ce n'est que le 29 décembre, quand ils ont été autorisés à partir.
De retour en Étrurie, la maladie de son mari a été soigneusement dissimulée à la population, Marie-Louise étant seule à être vue lors de réceptions publiques et divertissante à la cour. Pour cela, elle a été accusée d'avoir maîtrisé son mari et d'avoir été joyeuse en son absence. Le roi mourut le 27 mai 1803, à l'âge de 30 ans, des suites d'une crise d'épilepsie.

## Régence
Affligée par la mort de son mari, Marie-Louise a commencé à souffrir d'une maladie nerveuse. Elle devait agir en tant que régente pour son fils Charles-Louis, le nouveau roi d'Étrurie. Veuve à l'âge de vingt ans seulement, un nouveau mariage était envisagé : la France et l'Espagne souhaitaient lui faire épouser son cousin germain, l'infant Pierre-Charles d'Espagne et de Portugal, mais le mariage ne s'est jamais concrétisé. 

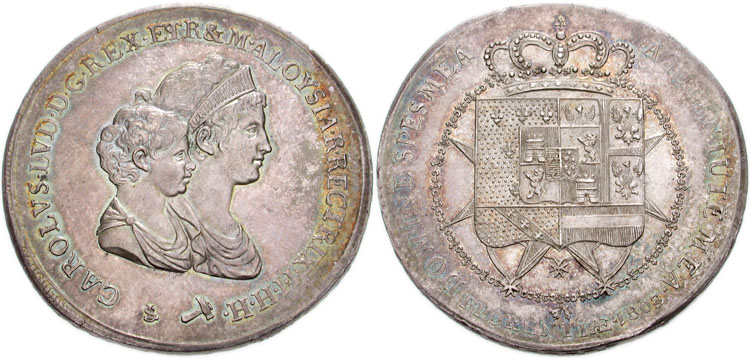
Royaume d'Étrurie. Charles-Louis d'Étrurie et sa mère la reine Marie-Louise, régente (1803-1807) : 10 lires (1803). La légende en latin est à comprendre Carolus Ludovicus Dei gratia rex Etruriae et Maria Aloysia regina rectrix.

Au cours de ses quatre années de régence, Marie-Louise a assumé le gouvernement d'Étrurie avec l'aide de ses ministres, le comte de Fossombroni et Jean-Gabriel Eynard. Avec eux, Marie-Louise a réorganisé le système fiscal, créé des produits manufacturés imposables tels que ceux des sociétés de tabac et de porcelaine et augmenté la taille de l'armée. La régente consacra également une fortune à des projets éducatifs, fondant une école supérieure de science et le musée de physique et d'histoire naturelle de Florence. Pour faire plaisir au peuple florentin, elle se divertit au palais Pitti, organisant des réceptions pour des artistes et des écrivains, ainsi que des représentants du gouvernement.
Bien que Marie-Louise soit désormais amoureuse de Florence, Napoléon avait d'autres projets pour l'Italie et l'Espagne: je crains que la reine ne soit trop jeune et ses ministres trop vieux pour gouverner le royaume d'Étrurie, a-t-il déclaré. Elle était accusée de ne pas appliquer le blocus anglais en Étrurie. Augmentant l'isolement de Marie-Louise, Napoléon a remplacé l'ambassadeur de France. Le 23 novembre 1807, alors que Marie-Louise séjournait à Castello, sa résidence de campagne, le nouvel ambassadeur vint l'informer que l'Espagne avait accepté de céder l'Étrurie à la France et lui avait ordonné de quitter Florence sur place. Son père a répondu à son appel avec découragement : elle céda et quitta le royaume à la hâte, retournant dans sa famille en Espagne, laissant Florence le 10 décembre 1807 avec ses enfants, leur avenir incertain. Napoléon annexa le territoire et accorda le titre de "Grande Duchesse de Toscane" à sa sœur Élisa.

## Exil

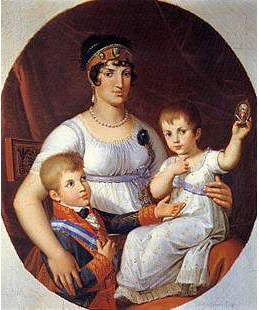
Marie-Louise et ses deux enfants.

La reine exilée est allée à Milan où elle a eu un entretien avec Napoléon. Il lui a promis, en compensation de la perte de l'Étrurie, le trône du royaume de Lusitanie du Nord (au nord du Portugal), qu'il avait l'intention de créer après la conquête franco-espagnole du Portugal. Cela faisait partie du traité de Fontainebleau, signé entre la France et l'Espagne (octobre 1807) qui avait également incorporé l'Étrurie aux domaines de Napoléon.
Napoléon avait déjà ordonné l’invasion du Portugal mais son but secret était de renverser la famille royale espagnole et d’avoir accès à l’argent remis par les colonies espagnoles du Nouveau Monde. Dans le cadre de cet accord, Marie-Louise épouserait le frère de l'empereur, Lucien Bonaparte, qui devrait divorcer de son épouse, mais les deux refusèrent : Lucien était attaché à son épouse et Marie-Louise considérait ces noces comme une mauvaise alliance. Napoléon voulait que Marie-Louise s’installe à Nice ou à Turin, mais ses intentions étaient de rejoindre ses parents en Espagne. En traversant le sud de la France, elle est entrée en Espagne par Barcelone et le 19 février, elle a rejoint sa famille à Aranjuez. Elle est arrivée devant un tribunal profondément divisé et dans un pays troublé : son frère, Ferdinand, prince des Asturies, avait comploté contre son père et l'impopulaire Premier ministre Manuel Godoy.
Ferdinand avait été gracié, mais le prestige de la famille étant ébranlé, Napoléon saisit cette occasion pour envahir l'Espagne. Sous prétexte d'envoyer des renforts à Lisbonne, les troupes françaises étaient entrées en Espagne en décembre. Pas complètement aveugle aux véritables intentions de Napoléon, la famille royale espagnole avait secrètement planifié leur fuite vers sa colonie de Nouvelle-Espagne, comme l'avait fait la famille royale portugaise en partant pour la colonie du Brésil. Mais leurs plans ont été réduits à néant. C'est à ce moment que Marie-Louise arriva à Aranjuez le 19 février 1808.
Les partisans de Ferdinand ont raconté que le premier ministre Godoy avait trahi l'Espagne à Napoléon. Le 18 mars, un soulèvement populaire connu sous le nom de mutinerie d'Aranjuez a eu lieu. Des membres des classes populaires, des soldats et des paysans ont attaqué la résidence de Godoy, l'ont capturé et ont fait déposer le roi Charles IV. Deux jours plus tard, la cour força Charles IV à abdiquer et à céder le trône à son fils, Ferdinand VII. L'abdication de Charles IV en faveur de Ferdinand VII a été applaudie avec enthousiasme par le peuple.
Marie-Louise, qui à l'époque était en Espagne depuis à peine un mois, a pris parti pour son père contre le parti de son frère. Elle a agi en tant qu'intermédiaire entre le déchu Charles IV et le général français Murat, qui est entré le 23 mars à Madrid. Napoléon, capitalisant sur la rivalité entre père et fils, a invité les deux à Bayonne, apparemment pour jouer le rôle de médiateur. Les deux rois, craignant le pouvoir français, ont jugé opportun d'accepter l'invitation et sont partis séparément pour la France. Marie-Louise se remettait de la rougeole à l'époque de la mutinerie d'Aranjuez et n'était pas en état de voyager. Son fils était également malade et elle est restée avec ses enfants, son oncle l'infant Antoine et son frère cadet l'infant François de Paule. Cependant, Napoléon insiste pour que tous les parents du roi quittent l'Espagne pour la France. À leur départ, le 2 mai 1808, les citoyens de Madrid se soulevèrent contre l'occupation française, mais cette révolte fut écrasée par Murat.
À cette époque, Marie-Louise était devenue impopulaire. L’intervention en Étrurie a été très coûteuse pour l’Espagne et le fait que Marie-Louise ait eu des contacts secrets avec Murat a été considéré comme allant à l’encontre des intérêts de son pays d’origine. Elle a été considérée en Espagne comme une princesse étrangère visant à obtenir un trône pour son fils. En arrivant à Bayonne, Marie-Louise a été accueillie par son père avec les mots "Ma fille, notre famille a toujours cessé de régner". Napoléon avait obligé Charles IV et Ferdinand VII à renoncer au trône d'Espagne. En échange de leur renonciation à toute réclamation, une grande pension et une résidence à Compiègne et au château de Chambord avaient été promises. Marie-Louise, qui a vainement tenté de convaincre Napoléon de la ramener en Toscane ou à Parme, s'est vu offrir un revenu important. Il lui a assuré qu'elle serait beaucoup plus heureuse sans les ennuis du gouvernement, mais Marie-Louise a protesté ouvertement contre la confiscation des dominions de son fils.

## Emprisonnement
Après cela, Napoléon donna l'Espagne à son frère Joseph Bonaparte et força la famille royale à s'exiler à Fontainebleau. Marie-Louise a demandé une résidence distincte et a déménagé avec ses enfants dans une maison à Passy, mais a été rapidement transférée à Compiègne le 18 juin. Elle était en proie à de fréquentes maladies et à un manque d'argent et, ne possédant pas de chevaux, elle était forcée de marcher partout où elle avait besoin d'aller. Quand finalement Napoléon a envoyé 12 000 francs à titre de compensation promise, les frais de son voyage en France ont été réduits. Elle a écrit une lettre de protestation, affirmant que les prisonniers n'étaient jamais obligés de payer pour leur renvoi, mais on lui avait conseillé de ne pas l'envoyer. On lui a promis de se retirer au palais de Colorno, à Parme, avec une allocation substantielle, mais une fois à Lyon, sous prétexte de la conduire à sa destination, elle a été escortée à Nice, où elle a été placée sous une stricte vigilance.
Elle avait prévu de fuir en Angleterre, mais ses lettres avaient été interceptées et ses deux complices exécutées. Marie-Louise a été arrêtée le 26 juillet et condamnée à l'emprisonnement dans un couvent à Rome, alors que son fils de neuf ans devait rester sous la garde de son grand-père Charles IV. La pension de Marie-Louise a été réduite à 2500 francs; tous ses bijoux et objets de valeur ont été emportés. Elle a été emprisonnée au couvent de Santi Domenico e Sisto, près du Quirinal le 14 août 1811 avec sa fille et une femme de chambre. Ses demandes de grâce étaient restées sans réponse.
Le 19 juin 1812, elle a été autorisée à voir sa famille. Marie-Louise s'est jetée dans les bras de sa mère, a embrassé son fils avec frénésie et son père les a embrassés dans une étreinte générale. Après cela, Marie-Louise était autorisée à voir ses parents et son fils une fois par mois, mais seulement pendant vingt minutes et sous surveillance. Le 14 janvier 1814, après plus de quatre ans de captivité, elle est libérée après la chute de Napoléon.

## Duchesse de Lucques et mort

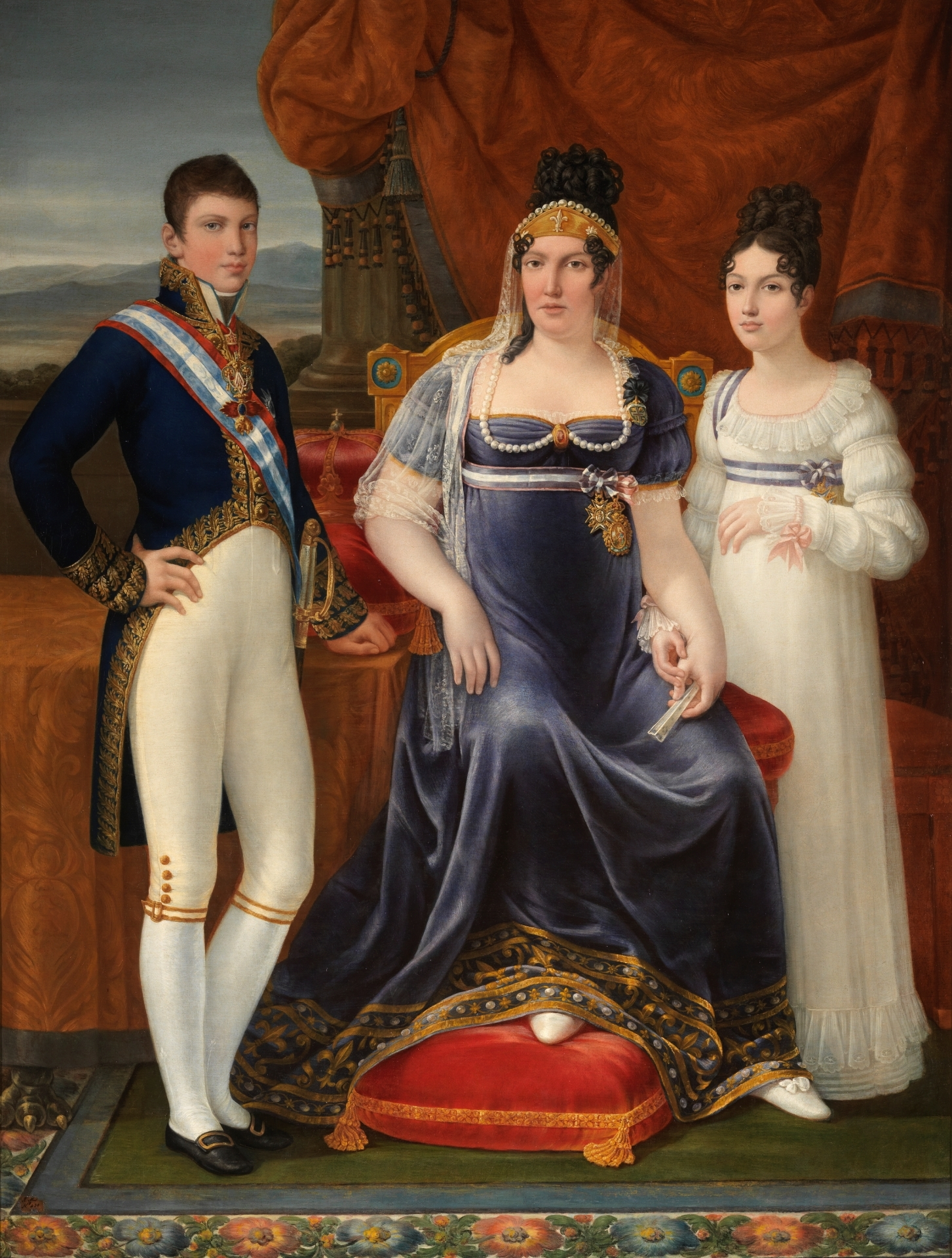
La duchesse de Lucques et ses enfants : Charles-Louis et Marie-Louise.

Le duché de Parme et Plaisance étant destiné à la Maison d'Autriche, les alliés remettent à Marie-Louise, en compensation, le duché de Lucques. Quand Marie-Louise est arrivée à Lucques, elle avait déjà trente-cinq ans. Dix années de luttes sans fin avaient fait des victimes : sa jeunesse était partie et elle avait pris beaucoup de poids. Néanmoins, elle visait un nouveau mariage. Elle s’adresse pour la première fois à Ferdinand III, grand-duc de Toscane, veuf et cousin germain, avec éventuellement l’idée de s’assurer son poste à Lucques et de prendre pied à Florence. Après cet échec, elle a essayé avec l'archiduc Ferdinand d'Autriche-Este mais cela a échoué aussi. En France, après l'assassinat de Charles-Ferdinand d'Artois, duc de Berry, en 1820, il était prévu qu'elle épouse le père de ce dernier, le futur roi Charles X de France, dans l'hypothèse où la duchesse de Berry accoucherait d'une fille. 

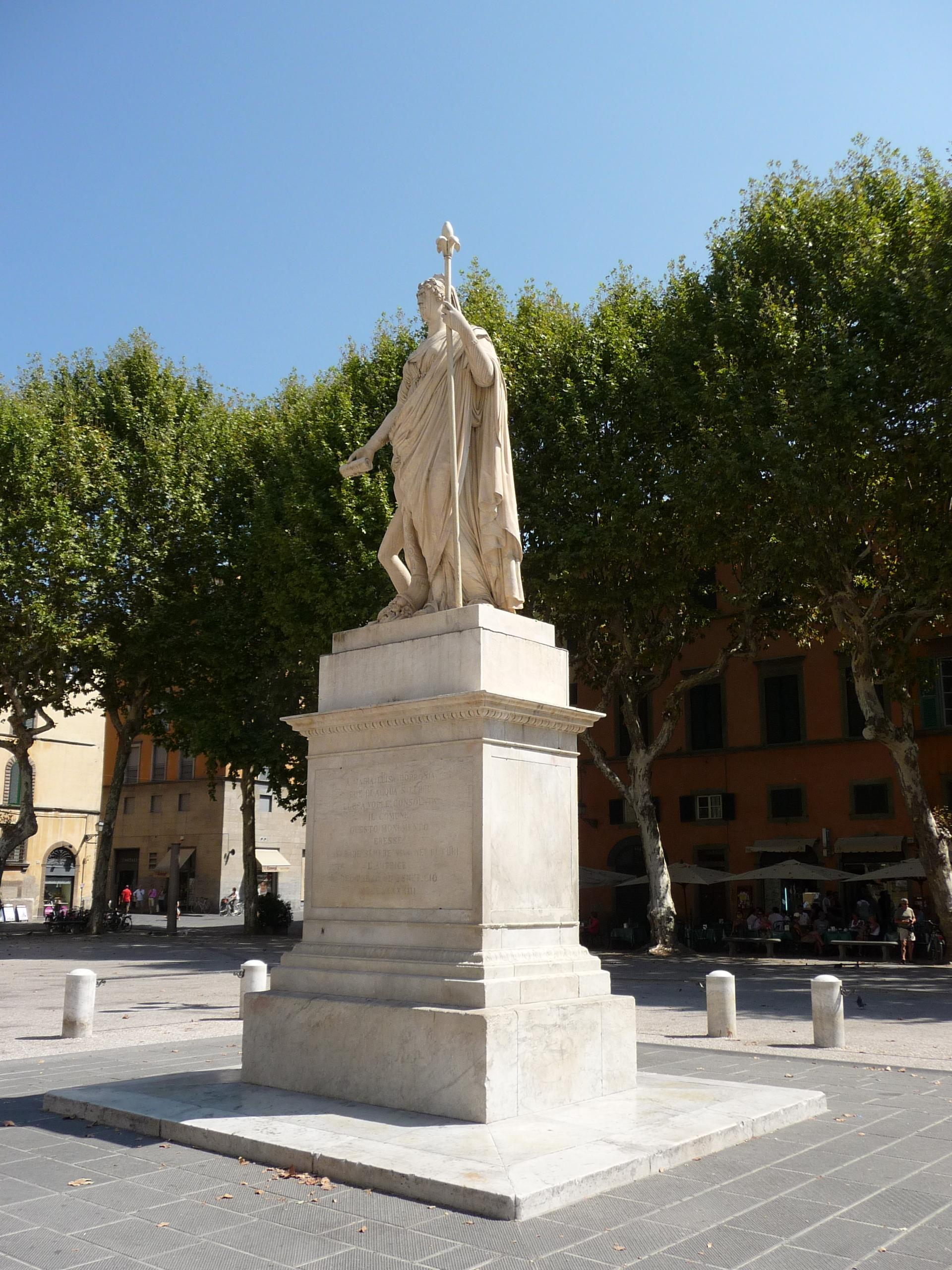
Statue de Marie-Louise sur la Piazza Napoleone à Lucques.

La ferme intention de Marie-Louise était de faire disparaître toute trace du gouvernement d'Élisa Bonaparte, qui avait dirigé Lucques de 1805 à 1814 et qui avait succédé à Marie-Louise en Toscane en 1808. En tant que duchesse, elle promouvait les travaux publics et la culture dans l'esprit de l'éclair son gouvernement les sciences ont prospéré [phrase mal construite]. Entre 1817 et 1820, elle ordonna le renouvellement complet des décorations intérieures du Palazzo Ducale, redécorant complètement le bâtiment dans sa forme actuelle, faisant du Palazzo l'un des plus beaux d'Italie. Marie-Louise, femme religieuse, a favorisé le clergé. Dans son petit État, dix-sept nouveaux couvents ont été fondés au cours des six années de son règne. Parmi les projets réalisés, citons la construction d'un nouvel aqueduc et le développement de Viareggio, le port du duché.
En 1820, elle organisa le mariage de son fils de vingt ans avec la princesse Marie-Thérèse de Savoie. La relation avec son fils avait mal tourné et il s'est plaint plus tard que sa mère l'avait « ruiné physiquement, moralement et financièrement[réf. souhaitée] ».
La duchesse s'éteint quatre ans plus tard le 13 mars 1824 à Rome, à l'âge de 41 ans, après avoir rendu visite au pape.
Selon certaines sources[Lesquelles ?], elle aurait été béatifiée par le pape Pie IX en 1876.